# Iriba (département)
Le département d'Iriba est un des 4 départements composant la région du Wadi Fira au Tchad (Ordonnance N° 027/PR/2012 du 4 septembre 2012). Son chef-lieu est Iriba.

## Subdivisions
Le département d'Iriba est divisé en 8 sous-préfectures :
- Iriba
- Ourba
- Tiné-Djagaraba
- Dougouba
- Maïba

## Administration
Liste des administrateurs :
Préfets d'Iri
HASSAN  MAHAMAT NİGUE